# Lijst van voetbalinterlands Botswana - Swaziland
Deze lijst van voetbalinterlands is een overzicht van alle officiële voetbalwedstrijden tussen de nationale teams van Botswana en Swaziland. De landen hebben tot op heden 30 keer tegen elkaar gespeeld. De eerste ontmoeting, een vriendschappelijke wedstrijd, vond plaats op 26 april 1986 in Lobamba. Het laatste duel, een groepswedstrijd tijdens de COSAFA Cup 2024, werd gespeeld in Port Elizabeth (Zuid-Afrika) op 26 juni 2024.

## Wedstrijden
| №  | Plaats         | Datum            | Competitie                                        | Wedstrijd            | Uitslag |
| -- | -------------- | ---------------- | ------------------------------------------------- | -------------------- | ------- |
| 1  | Lobamba        | 26 april 1986    | Vriendschappelijk                                 | Swaziland − Botswana | 0 − 1   |
| 2  | Lobamba        | 20 januari 1990  | Vriendschappelijk                                 | Swaziland − Botswana | 3 − 1   |
| 3  | Gaborone       | 21 februari 1997 | Vriendschappelijk                                 | Botswana − Swaziland | 0 − 0   |
| 4  | Lobamba        | 10 januari 1998  | Vriendschappelijk                                 | Swaziland − Botswana | 0 − 0   |
| 5  | Lobamba        | 16 mei 1999      | Vriendschappelijk                                 | Swaziland − Botswana | 2 − 1   |
| 6  | Gaborone       | 19 maart 2000    | Vriendschappelijk                                 | Botswana − Swaziland | 3 − 0   |
| 7  | Lobamba        | 2 juni 2000      | Vriendschappelijk                                 | Swaziland − Botswana | 0 − 0   |
| 8  | Gaborone       | 27 januari 2001  | Vriendschappelijk                                 | Botswana − Swaziland | 1 − 2   |
| 9  | Maseru         | 10 maart 2001    | Vriendschappelijk                                 | Botswana − Swaziland | 1 − 0   |
| 10 | Gaborone       | 2 maart 2002     | Vriendschappelijk                                 | Botswana − Swaziland | 6 − 2   |
| 11 | Gaborone       | 7 september 2002 | Afrika Cup 2004 kwalificatie                      | Botswana − Swaziland | 0 − 0   |
| 12 | Lobamba        | 22 juni 2003     | Afrika Cup 2004 kwalificatie                      | Swaziland − Botswana | 3 − 2   |
| 13 | Lobamba        | 6 september 2003 | Vriendschappelijk                                 | Swaziland − Botswana | 0 − 3   |
| 14 | Gaborone       | 15 november 2006 | Vriendschappelijk                                 | Botswana − Swaziland | 1 − 0   |
| 15 | Lobamba        | 9 februari 2008  | Vriendschappelijk                                 | Swaziland − Botswana | 1 − 4   |
| 16 | Bulawayo       | 20 oktober 2009  | COSAFA Cup 2009                                   | Botswana − Swaziland | 1 − 0   |
| 17 | Lobatse        | 27 oktober 2010  | Vriendschappelijk                                 | Botswana − Swaziland | 2 − 0   |
| 18 | Manzini        | 25 mei 2011      | Vriendschappelijk                                 | Swaziland − Botswana | 0 − 0   |
| 19 | Pretoria       | 31 juli 2011     | Vriendschappelijk                                 | Swaziland − Botswana | 0 − 2   |
| 20 | Kitwe          | 7 juli 2013      | COSAFA Cup 2013                                   | Botswana − Swaziland | 0 − 0   |
| 21 | Lobatse        | 11 mei 2014      | Vriendschappelijk                                 | Botswana − Swaziland | 1 − 4   |
| 22 | Pietersburg    | 5 juni 2018      | COSAFA Cup 2018                                   | Swaziland − Botswana | 0 − 2   |
| 23 | Port Elizabeth | 14 juli 2021     | COSAFA Cup 2021                                   | Swaziland − Botswana | 1 − 1   |
| 24 | Johannesburg   | 27 mei 2022      | Vriendschappelijk                                 | Botswana − Swaziland | 1 − 0   |
| 25 | Durban         | 15 juli 2022     | COSAFA Cup 2022                                   | Botswana − Swaziland | 2 − 0   |
| 26 | Francistown    | 23 juli 2022     | African Championship of Nations 2022 kwalificatie | Botswana − Swaziland | 0 − 0   |
| 27 | Soweto         | 31 juli 2022     | African Championship of Nations 2022 kwalificatie | Swaziland − Botswana | 2 − 2   |
| 28 | Durban         | 5 juli 2023      | COSAFA Cup 2023                                   | Swaziland − Botswana | 0 − 1   |
| 29 | Lobatse        | 16 oktober 2023  | Vriendschappelijk                                 | Botswana − Swaziland | 2 − 1   |
| 30 | Port Elizabeth | 26 juni 2024     | COSAFA Cup 2024                                   | Swaziland − Botswana | 0 − 0   |

## Samenvatting
| Competitie                                   | Totaal gespeeld | Winst Botswana | Gelijk | Winst Swaziland | Doelsaldo Botswana – Swaziland |
| -------------------------------------------- | --------------- | -------------- | ------ | --------------- | ------------------------------ |
| Afrika Cup-kwalificatie                      | 2               | 0              | 1      | 1               | 2 − 3                          |
| African Championship of Nations-kwalificatie | 2               | 0              | 2      | 0               | 2 − 2                          |
| COSAFA Cup                                   | 7               | 4              | 3      | 0               | 7 − 1                          |
| Vriendschappelijk                            | 19              | 11             | 4      | 4               | 27 −15                         |
| Totaal                                       | 30              | 15             | 10     | 5               | 38 − 21                        |

Wedstrijden bepaald door strafschoppen worden, in lijn met de FIFA, als een gelijkspel gerekend.